# 辰亦儒
辰 亦儒（ケルビン、Calvin Chen、チェン・イールー、1980年11月10日 - ）は、台湾の俳優、歌手、台湾のアイドルグループ『飛輪海』のメンバー。

## 人物・来歴
- 台湾の最難関校の一つである台北市立建国高級中学（高等学校）を卒業しており、カナダのビクトリア大学でリサーチアシスタントを務めていたこともある。
- 大学へは1年飛び級で入学している。
- 元々はカナダの中央銀行であるカナダ銀行に就職することが決まっていたが、カナダ中文電台主催の「2004 Sunshine Boyz Contest (Canada)」で優勝して、現事務所に入所した。また、2008年大会には炎亞綸と共に審査員として出演した。
- 2008年8月3日から2週間、健康状態の理由より補充兵として兵役を勤めた。
- 「WOW」というアパレルブランドを経営している。
- 「BAKE CULTURE」というベーカリーショップを呉尊と呉建豪と共に共同投資し、台湾とブルネイに2店舗を構えている[1]。
- サブボーカル、ラップ、ヒューマンビートボックスを担当。
- 台湾のMTVで放送されている音楽番組「日韓音楽瘋」と「蘋果娯楽新聞(脱退)」でMCを務め、中国の「健康相対論」でもMCを務めている。
- カナダ・バンクーバーに7年間住んでいた。
- 2020年1月23日、歌手で女優の曾之喬と結婚したことを双方のFacebookで発表した[2]。

## 出演作品

### ドラマ
- イタズラなKiss〜惡作劇之吻（惡作劇之吻）（2005年）- ゲスト出演
- KO One〜終極一班（2005年）- 王亞瑟 役
- 終極一家（2007年）- 王亞瑟 役
- ろまんす五段活用（原作:藤田和子『ろまんす五段活用』）（2007年） - 南風彩 役
- 終極三國（2009年）- 王亞瑟 役
- 桃花タイフーン!!（原作:藤田和子『桃花タイフーン!!』）（2009年） - 薛志強 役
- パフェちっく!（原作:ななじ眺『パフェちっく!』）（2010年） - 邢大業 役
- 陽光天使（2011年）- Calvin 役
- 恋のキセキ（2012年）- 秦雨江 役
- 我愛幸運七（2013年）- 賀紹然 役
- 斗羅大陸 ～7つの光と武魂の謎～（2021年）- 大師 役

### 映画
- 他她他（2013年）- Perry 役

## 音楽作品

### アルバム
- 『還在夏天呢』 2014年9月19日発売
- 『IN』 2017年4月28日発売

## 書籍
- ビジュアルブック『逆向旅程 辰亦儒溫哥華留學記』 2011年5月21日発売 ISBN 9789866175312